# Lijst van vlinders in Gambia
Deze lijst van vlinders in Gambia bevat alle vlindersoorten die in Gambia zijn vastgesteld. De lijst bevat 180 soorten dagvlinders en 649 soorten nachtvlinders.

## Nepticuloidea

### Nepticulidae
- Fomoria gambiana (Gustafsson, 1972)
- Stigmella allophylivora Gustafsson, 1985
- Stigmella birgittae Gustafsson, 1985
- Stigmella ficivora Gustafsson, 1985
- Stigmella maytenivora Gustafsson, 1985
- Stigmella rhomboivora Gustafsson, 1985
- Stigmella wollofella (Gustafsson, 1972)
- Stigmella zizyphi (Walsingham, 1911)

## Tineoidea

### Meessiidae
- Oxymachaeris niveocervina Walsingham, 1891
- Phereoeca praecox Gozmány & Vári, 1973

### Psychidae
- Chaliopsis junodi (Heylaerts, 1890)
- Eumeta cervina Druce, 1887
- Typhonia immanis (Meyrick, 1908)

### Tineidae
- Autochthonus chalybiellus Walsingham, 1891
- Ceratophaga vastellus (Zeller, 1852)
- Dasyses rugosella (Stainton, 1859)
- Edosa creagra (Gozmány, 1968)
- Edosa cristata (Gozmány, 1967)
- Monopis monachella (Hübner, 1796)
- Praeacedes atomosella (Walker, 1863)
- Proterospastis proletaria (Meyrick, 1921)
- Setomorpha rutella Zeller, 1852
- Tinea taedia Gozmány, 1968
- Tinea translucens Meyrick, 1917
- Trichophaga mormopis Meyrick, 1935

## Gracillarioidea

### Gracillariidae
- Cryptolectica bifasciata (Walsingham, 1891)
- Lamprolectica apicistrigata (Walsingham, 1891)

## Yponomeutoidea

### Yponomeutidae
- Yponomeuta puncticornis Walsingham, 1891

### Plutellidae
- Plutella xylostella (Linnaeus, 1758)

### Attevidae
- Syncallia stellata Guérin-Méneville, 1844

### Lyonetiidae
- Micropostega aeneofasciata Walsingham, 1891

## Gelechioidea

### Autostichidae
- Procometis acutipennis (Walsingham, 1891)

### Lecithoceridae
- Protolychnis marginata (Walsingham, 1891)
- Timyra extranea Walsingham, 1891

### Blastobasidae
- Holcocera irroratella (Walsingham, 1891)

### Peleopodidae
- Odites carterella Walsingham, 1891
- Odites inconspicua Walsingham, 1891

### Elachistidae
- Zaratha muricicoma Walsingham, 1891

### Depressariidae
- Ptilobola inornatella (Walsingham, 1891)
- Stenoma complanella (Walsingham, 1891)

### Stathmopodidae
- Stathmopoda auriferella (Walker, 1864)
- Stathmopoda crassella Walsingham, 1891
- Stathmopoda maculata Walsingham, 1891

### Momphidae
- Licmocera lyonetiella Walsingham, 1891

### Scythrididae
- Eretmocera basistrigata Walsingham, 1889
- Eretmocera fuscipennis Zeller, 1852
- Eretmocera laetissima Zeller, 1852
- Eretmocera scatospila Zeller, 1852
- Scythris neurogramma Walsingham, 1900
- Scythris pelinaula Meyrick, 1916
- Scythris reflectella Bengtsson, 2002
- Scythris subeburnea (Walsingham, 1891)

### Cosmopterigidae
- Alloclita gambiella (Walsingham, 1891)
- Anatrachyntis simplex (Walsingham, 1891)
- Cnemidolophus lavernellus Walsingham, 1881
- Macrobathra distincta (Walsingham, 1891)
- Macrobathra fasciata (Walsingham, 1891)

### Gelechiidae
- Anarsia agricola Walsingham, 1891
- Anarsia inculta Walsingham, 1891
- Armatophallus exoenota (Meyrick, 1918)
- Dactylethrella bryophilella (Walsingham, 1891)
- Dichomeris fracticostella (Walsingham, 1891)
- Dichomeris marginata (Walsingham, 1891)
- Dichomeris marmoratus (Walsingham, 1891)
- Helcystogramma lamprostoma (Zeller, 1847)
- Helcystogramma metallica (Walsingham, 1891)
- Helcystogramma septella (Zeller, 1852)
- Polyhymno cleodorella Walsingham, 1891
- Thiotricha tenuis (Walsingham, 1891)

## Pterophoroidea

### Pterophoridae
- Agdistis gambiaensis Gielis, 2011
- Exelastis pumilio (Zeller, 1873)
- Megalorhipida leucodactylus (Fabricius, 1794)
- Megalorhipida vivax (Meyrick, 1909)
- Pterophorus albidus (Zeller, 1852)
- Sphenarches anisodactylus (Walker, 1864)

## Tortricoidea

### Tortricidae
- Ancylis falcata (Walsingham, 1891)
- Ancylis oculifera (Walsingham, 1891)
- Bactra bactrana (Kennel, 1901)
- Bactra endea Diakonoff, 1963
- Choristoneura occidentalis (Walsingham, 1891)
- Cryptophlebia peltastica (Meyrick, 1921)
- Dichrorampha excisa Walsingham, 1891
- Eccopsis incultana (Walker, 1863)
- Eccopsis nebulana Walsingham, 1891
- Eccopsis wahlbergiana Zeller, 1852
- Grapholita dimidiata (Walsingham, 1891)
- Loboschiza koenigiana (Fabricius, 1775)
- Lozotaenia capensana (Walker, 1863)
- Panegyra flavicostana (Walsingham, 1891)
- Paraeccopsis insellata (Meyrick, 1920)
- Phaecasiophora variabilis Walsingham, 1891
- Pseudeboda gambiae Razowski, 1964
- Sanguinograptis albardana (Snellen, 1872)
- Sycacantha basicornis (Walsingham, 1891)
- Syricoris apicipunctana Walsingham, 1891

## Cossoidea

### Brachodidae
- Nigilgia albitogata (Walsingham, 1891)

### Cossidae
- Azygophleps inclusa (Walker, 1856)
- Azygophleps scalaris (Fabricius, 1775)
- Macrocossus toluminus (Druce, 1887)
- Strigocossus crassa (Drury, 1782)

### Metarbelidae
- Kroonia carteri Lehmann, 2010

### Sesiidae
- Afromelittia gruschwitzi Bartsch & Weitzel, 2022

## Zygaenoidea

### Limacodidae
- Birthama saturata iriakoff, 1954
- Latoia albilinea (Hampson, 1910)
- Neomocena convergens (Hering, 1928)
- Niphadolepis soluta Karsch, 1896
- Parasa ananii Karsch, 1896
- Parasa chlorophila Hering, 1935
- Phorma pepon Karsch, 1896

## Thyridoidea

### Thyrididae
- Dysodia binoculata Warren, 1901
- Epaena pellucida Whalley, 1971
- Heteroschista nigranalis Warren, 1903
- Rhodoneura serraticornis (Warren, 1899)

## Hyblaeoidea

### Hyblaeidae
- Hyblaea puera (Cramer, 1777)

## Papilionoidea

### Papilionidae
- Graphium angolanus baronis (Ungemach, 1932)
- Graphium leonidas (Fabricius, 1793)
- Papilio demodocus demodocus Esper, 1798
- Papilio nireus Linnaeus, 1758

### Hesperiidae
- Abantis nigeriana nigeriana Butler, 1901
- Acleros ploetzi Mabille, 1890
- Andronymus neander neander (Plötz, 1884)
- Borbo borbonica borbonica (Boisduval, 1833)
- Borbo fallax (Gaede, 1916)
- Borbo fanta (Evans, 1937)
- Borbo fatuellus fatuellus (Hopffer, 1855)
- Borbo gemella (Mabille, 1884)
- Borbo micans (Holland, 1896)
- Coeliades aeschylus (Plötz, 1884)
- Coeliades chalybe chalybe (Westwood, 1852)
- Coeliades forestan forestan (Stoll, 1782)
- Eretis lugens (Rogenhofer, 1891)
- Ernsta dromus (Plötz, 1884)
- Gegenes hottentota (Latreille, 1824)
- Gegenes letterstedti (Wallengren, 1857)
- Gegenes perobscura (Druce, 1912)
- Gegenes pumilio gambica (Mabille, 1878)
- Gomalia elma elma (Trimen, 1862)
- Gretna waga (Plötz, 1886)
- Isoteinon abjecta (Snellen, 1872)
- Parnara monasi (Trimen, 1889)
- Parosmodes morantii axis Evans, 1937
- Pelopidas mathias mathias (Fabricius, 1798)
- Pelopidas thrax (Hübner, [1821])
- Platylesches affinissima Strand, 1921
- Platylesches galesa (Hewitson, 1877)
- Platylesches morigambia Larsen, 2013
- Platylesches picanini (Holland, 1894)
- Prosopalpus styla Evans, 1937
- Sarangesa loelius (Mabille, 1877)
- Sarangesa phidyle (Walker, 1870)
- Spialia diomus (Hopffer, 1855)
- Spialia spio (Linnaeus, 1764)
- Tagiades flesus (Fabricius, 1781)
- Triskelionia tricerata (Mabille, 1891)
- Zophopetes cerymica (Hewitson, 1867)
- Zophopetes quaternata (Mabille, 1876)

### Pieridae
- Appias epaphia epaphia (Cramer, 1779)
- Appias sylvia sylvia (Fabricius, 1775)
- Belenois aurota (Fabricius, 1793)
- Belenois calypso calypso (Drury, 1773)
- Belenois creona creona (Cramer, 1776)
- Belenois gidica gidica (Godart, 1819)
- Catopsilia florella (Fabricius, 1775)
- Colotis antevippe antevippe (Boisduval, 1836)
- Colotis calais calais (Cramer, 1775)
- Colotis celimene sudanicus (Aurivillius, 1905)
- Colotis danae eupompe (Klug, 1829)
- Colotis euippe euippe (Linnaeus, 1758)
- Colotis evagore antigone (Boisduval, 1836)
- Colotis evarne (Klug, 1829)
- Colotis ione (Godart, 1819)
- Colotis vesta amelia (Lucas, 1852)
- Dixeia orbona orbona (Geyer, 1837)
- Leptosia alcesta alcesta (Stoll, 1782)
- Mylothris chloris chloris (Fabricius, 1775)
- Nepheronia argia argia (Fabricius, 1775)
- Nepheronia thalassina thalassina (Boisduval, 1836)
- Pinacopteryx eriphia tritogenia (Klug, 1829)
- Pontia glauconome glauconome Klug, 1829
- Teracolus eris eris (Klug, 1829)
- Terias brigitta brigitta (Stoll, 1780)
- Terias hapale Mabille, 1882
- Terias hecabe solifera Butler, 1875

### Nymphalidae
- Acraea camaena (Drury, 1773)
- Acraea neobule neobule Doubleday, 1847
- Acraea quirina quirina (Fabricius, 1781)
- Amauris damocles (Fabricius, 1793)
- Aterica galene galene (Brown, 1776)
- Bebearia senegalensis (Herrich-Schaeffer, 1858)
- Bematistes umbra carpenteri (Le Doux, 1937)
- Bicyclus angulosa angulosa (Butler, 1868)
- Bicyclus funebris (Guérin-Méneville, 1844)
- Bicyclus milyas (Hewitson, 1864)
- Bicyclus pavonis (Butler, 1876)
- Bicyclus safitza safitza (Westwood, 1850)
- Bicyclus sandace (Hewitson, 1877)
- Bicyclus vulgaris (Butler, 1868)
- Bicyclus zinebi (Butler, 1869)
- Byblia anvatara crameri Aurivillius, 1894
- Catacroptera cloanthe ligata Rothschild & Jordan, 1903
- Charaxes achaemenes atlantica van Someren, 1970
- Charaxes boueti Feisthamel, 1850
- Charaxes candiope (Godart, 1824)
- Charaxes castor castor (Cramer, 1775)
- Charaxes epijasius Reiche, 1850
- Charaxes protoclea protoclea Feisthamel, 1850
- Charaxes varanes vologeses (Mabille, 1876)
- Charaxes viola viola Butler, 1866
- Danaus chrysippus alcippus (Cramer, 1777)
- Euphaedra ceres ceres (Fabricius, 1775)
- Euphaedra medon pholus (van der Hoeven, 1840)
- Hamanumida daedalus (Fabricius, 1775)
- Hypolimnas anthedon anthedon (Doubleday, 1845)
- Hypolimnas misippus (Linnaeus, 1764)
- Junonia chorimene (Guérin-Méneville, 1844)
- Junonia hierta cebrene Trimen, 1870
- Junonia oenone oenone (Linnaeus, 1758)
- Junonia orithya madagascariensis Guenée, 1865
- Junonia sophia sophia (Fabricius, 1793)
- Junonia terea terea (Drury, 1773)
- Melanitis leda (Linnaeus, 1758)
- Melanitis libya Distant, 1882
- Neptis morosa Overlaet, 1955
- Neptis nzedurai Richardson, 2020
- Neptis serena serena Overlaet, 1955
- Phalanta phalantha aethiopica (Rothschild & Jordan, 1903)
- Precis antilope (Feisthamel, 1850)
- Precis octavia octavia (Cramer, 1777)
- Rubraea egina egina (Cramer, 1775)
- Stephenia caecilia caecilia (Fabricius, 1781)
- Stephenia pseudegina (Westwood, 1852)
- Telchinia bonasia bonasia (Fabricius, 1775)
- Telchinia encedana Pierre, 1976
- Telchinia encedon (Linnaeus, 1758)
- Telchinia serena (Fabricius, 1775)
- Tildia zetes zetes (Linnaeus, 1758)
- Vanessa cardui (Linnaeus, 1758)
- Ypthima asterope asterope (Klug, 1832)
- Ypthima condamini nigeriae Kielland, 1982
- Ypthima vuattouxi Kielland, 1982
- Ypthimomorpha itonia (Hewitson, 1865)

### Lycaenidae
- Anthene amarah amarah (Guérin-Méneville, 1849)
- Anthene crawshayi vuattouxi Libert, 2010
- Anthene larydas (Cramer, 1780)
- Anthene liodes monteironis (Kirby, 1878)
- Anthene lunulata grosei (Aurivillius, 1899)
- Aphnaeus orcas (Drury, 1782)
- Axiocerses harpax harpax (Fabricius, 1775)
- Azanus jesous (Guérin-Méneville, 1849)
- Azanus mirza (Plötz, 1880)
- Azanus moriqua (Wallengren, 1857)
- Azanus ubaldus (Stoll, [1782])
- Cacyreus lingeus (Stoll, 1782)
- Chilades eleusis (Demaison, 1888)
- Cigaritis larseni (Bouyer, 2012)
- Cigaritis nilus (Hewitson, 1865)
- Dapidodigma hymen (Fabricius, 1775)
- Deudorix antalus (Hopffer, 1855)
- Deudorix dinochares Grose-Smith, 1887
- Deudorix livia livia (Klug, 1834)
- Deudorix lorisona abriana Libert, 2004
- Eicochrysops hippocrates (Fabricius, 1793)
- Euchrysops malathana (Boisduval, 1833)
- Euchrysops nilotica (Aurivillius, 1904)
- Euchrysops osiris (Hopffer, 1855)
- Euchrysops reducta Hulstaert, 1924
- Freyeria trochylus (Freyer, [1843])
- Hypolycaena philippus philippus (Fabricius, 1793)
- Iolaus calisto (Westwood, 1851)
- Iolaus iasis iasis Hewitson, 1865
- Iolaus lukabas Druce, 1890
- Iolaus menas Druce, 1890
- Iolaus scintillans (Aurivillius, 1905)
- Iolaus sudanicus (Aurivillius, 1905)
- Lachnocnema emperamus (Snellen, 1872)
- Lampides boeticus (Linnaeus, 1767)
- Lepidochrysops synchrematiza (Bethune-Baker, [1923])
- Leptotes babaulti (Stempffer, 1935)
- Leptotes pirithous pirithous (Linnaeus, 1767)
- Myrina dermaptera subornata Lathy, 1903
- Myrina silenus silenus (Fabricius, 1775)
- Pilodeudorix caerulea (Druce, 1890)
- Pilodeudorix diyllus occidentalis Libert, 2004
- Pseudonacaduba sichela sichela (Wallengren, 1857)
- Spalgis lemolea pilos Druce, 1890
- Tarucus rosacea (Austaut, 1885)
- Tarucus theophrastus (Fabricius, 1793)
- Tarucus ungemachi Stempffer, 1942
- Triclema nigeriae (Aurivillius, 1905)
- Tuxentius cretosus nodieri (Oberthür, 1883)
- Zeritis neriene Boisduval, 1836
- Zizeeria knysna (Trimen, 1862)
- Zizina otis antanossa (Mabille, 1877)
- Zizula hylax (Fabricius, 1775)

## Pyraloidea

### Pyralidae
- Adulis serratalis Ragonot, 1891
- Biafra concinnella Ragonot, 1888
- Bostra dipectinialis Hampson , 1906
- Ditrachyptera verruciferella (Ragonot, 1888)
- Ematheudes straminella Snellen, 1872
- Emmalocera costella (Ragonot, 1888)
- Endotricha vinolentalis Ragonot, 1891
- Epischnia institella (Ragonot, 1888)
- Etiella zinckenella (Treitschke, 1832)
- Grammiphlebia striata (Druce, 1902)
- Hypargyria metalliferella Ragonot, 1888
- Hypsotropa adumbratella Ragonot, 1888
- Lamoria adaptella (Walker, 1863)
- Lorymodes stenopteralis Hampson , 1917
- Morosaphycita interniplagella (Ragonot, 1888)
- Mussidia nigrivenella Ragonot, 1888
- Nephopterix carteri Ragonot, 1888
- Nyctegretis inclinella Ragonot, 1888
- Oligochroa dionysia (Zeller, 1846)
- Peoria nigricostalis (Walker, 1863)
- Ptyonocera atrifusella Hampson , 1901
- Salma melapastalis (Hampson, 1906)
- Saluria flammella (Hampson, 1901)
- Saluria varicosella (Ragonot, 1888)

### Crambidae
- Achyra coelatalis (Walker, 1859)
- Achyra nudalis (Hübner, 1796)
- Agathodes bibundalis Strand, 1913
- Analyta calligrammalis abille, 1879
- Ancylolomia chrysographellus (Kollar, 1844)
- Ancylolomia inornata Staudinger, 1870
- Antigastra catalaunalis (Duponchel, 1833)
- Aporodes floralis (Hübner, 1809)
- Bocchoris inspersalis (Zeller, 1852)
- Cadarena pudoraria (Hübner, 1825)
- Calamotropha discellus (Walker, 1863)
- Calamotropha paludella (Hübner, 1824)
- Chalcidoptera contraria Gaede, 1917
- Charltona albimixtalis Hampson , 1919
- Classeya placydioni Bleszynski, 1960
- Coniesta ignefusalis (Hampson, 1919)
- Conotalis aurantifascia (Hampson, 1896)
- Crocidolomia pavonana (Fabricius, 1794)
- Culladia achroellum (Mabille, 1900)
- Desmia incomposita (Bethune-Baker, 1909)
- Diaphania indica (Saunders, 1851)
- Diasemiopsis ramburialis (Duponchel, 1834)
- Dichocrocis biplagialis Hampson , 1918
- Duponchelia fovealis Zeller, 1847
- Dysallacta negatalis (Walker, 1859)
- Elophila africalis Hampson , 1906
- Eurrhyparodes tricoloralis (Zeller, 1852)
- Ghesquierellana hirtusalis (Walker, 1859)
- Glyphodes argyraspides (Tams, 1941)
- Glyphodes basifascialis Hampson, 1899
- Glyphodes bicolor (Swainson, 1821)
- Glyphodes bitriangulalis Gaede, 1917
- Glyphodes stolalis Guenée, 1854
- Haimbachia proalbivenalis (Bleszynski, 1961)
- Haritalodes derogata (Fabricius, 1775)
- Haritalodes polycymalis (Hampson, 1912)
- Herpetogramma phaeopteralis (Guenée, 1854)
- Hodebertia testalis (Fabricius, 1794)
- Hydriris ornatalis (Duponchel, 1832)
- Lepidoneura africalis Hampson , 1899
- Leucinodes laisalis (Walker, 1859)
- Marasmia poeyalis (Boisduval, 1833)
- Marasmia trapezalis (Guenée, 1854)
- Maruca vitrata (Fabricius, 1787)
- Mesolia microdontalis (Hampson, 1919)
- Metasia perfervidalis (Hampson, 1913)
- Nausinoe geometralis (Guenée, 1854)
- Nomophila noctuella (Denis & Schiffermüller, 1775)
- Notarcha cassusalis (Walker, 1859)
- Notarcha quaternalis (Zeller, 1852)
- Obtusipalpis citrina Druce, 1902
- Orphanostigma latimarginalis (Walker, 1859)
- Palpita claralis (Walker, 1866)
- Palpita elealis (Walker, 1859)
- Palpita metallata (Fabricius, 1781)
- Palpita vitrealis (Rossi, 1794)
- Parapoynx bipunctalis (Hampson, 1906)
- Parapoynx diminutalis Snellen, 1880
- Parapoynx stagnalis (Zeller, 1852)
- Pardomima callixantha Martin, 1955
- Pardomima margarodes Martin, 1955
- Pardomima zanclophora Martin, 1955
- Patania aegrotalis (Zeller, 1852)
- Patania balteata (Fabricius, 1798)
- Pioneabathra olesialis (Walker, 1859)
- Poliobotys ablactalis (Walker, 1859)
- Pramadea ovialis (Walker, 1859)
- Prophantis smaragdina (Butler, 1875)
- Psara atritermina (Hampson, 1913)
- Pseudonoorda rubricostalis (Hampson, 1910)
- Pycnarmon sexpunctalis (Hampson, 1912)
- Pyrausta phoenicealis (Hübner, 1818)
- Sameodes cancellalis (Zeller, 1852)
- Sameodesma xanthocraspia (Hampson, 1913)
- Spoladea recurvalis (Fabricius, 1775)
- Stemorrhages sericea (Drury, 1773)
- Syllepte sarronalis (Walker, 1859)
- Syllepte semilugens Hampson, 1912
- Synclera traducalis (Zeller, 1852)
- Terastia africana Sourakov, 2015
- Trichophysetis whitei Rebel, 1906
- Zebronia phenice (Cramer, 1782)

## Drepanoidea

### Drepanidae
- Negera confusa Walker, 1855
- Negera natalensis parviluma Watson, 1965

## Lasiocampoidea

### Lasiocampidae
- Eucraera magna (Aurivillius, 1909)
- Hapsimachogonia hapsimachus (Hering, 1928)
- Lasiocesa occidentale (Strand, 1912)
- Leipoxais directa (Walker, 1865)
- Mimopacha brunnea Hering, 1941
- Pachytrina honrathii (Dewitz, 1881)
- Pallastica meloui (Riel, 1909)
- Pallastica sericeofasciata (Aurivillius, 1921)
- Philotherma unicolor (Walker, 1855)
- Streblote bakeri (Riel, 1911)

## Bombycoidea

### Eupterotidae
- Gonojana tristis (Druce, 1896)
- Phiala costipuncta (Herrich-Schäffer, 1855)
- Tantaliana tantalus (Herrich-Schäffer, 1854)

### Bombycidae
- Racinoa fuscocervina (Strand, 1910)
- Racinoa ianthe (Druce, 1887)

### Saturniidae
- Aurivillius triramis Rothschild, 1907
- Cirina forda (Westwood, 1849)
- Epiphora bauhiniae (Guérin-Méneville, 1832)
- Gonimbrasia hecate Rougeot, 1955
- Gonimbrasia occidentalis Rothschild, 1907
- Holocerina angulata angulata (Aurivillius, 1893)
- Imbrasia obscura (Butler, 1878)
- Ludia orinoptena Karsch, 1893
- Ludia syngena Jordan, 1922
- Pseudobunaea irius (Fabricius, 1793)
- Tagoropsis flavinata (Walker, 1865)

### Sphingidae
- Acherontia atropos (Linnaeus, 1758)
- Agrius convolvuli (Linnaeus, 1758)
- Andriasa contraria Walker, 1856
- Basiothia medea (Fabricius, 1781)
- Cephonodes hylas virescens (Wallengren, 1865)
- Coelonia fulvinotata (Butler, 1875)
- Daphnis nerii (Linnaeus, 1758)
- Hippotion balsaminae (Walker, 1856)
- Hippotion celerio (Linnaeus, 1758)
- Hippotion eson (Cramer, 1779)
- Hippotion osiris (Dalman, 1823)
- Hyles livornica (Esper, 1780)
- Leucostrophus alterhirundo d'Abrera, 1987
- Lophostethus dumolinii (Angas, 1849)
- Neopolyptychus ancylus (Rothschild & Jordan, 1916)
- Nephele accentifera (Palisot de Beauvois, 1821)
- Nephele aequivalens aequivalens (Walker, 1856)
- Nephele comma Hopffer, 1857
- Nephele funebris (Fabricius, 1793)
- Nephele peneus (Cramer, 1776)
- Nephele rosae Butler, 1875
- Oplerclanis boisduvali (Aurivillius, 1898)
- Polyptychus andosa andosa (Walker, 1856)
- Polyptychus coryndoni Rothschild & Jordan, 1903
- Polyptychus niloticus ponens (Pierre, 1989)
- Pseudoclanis molitor molitor (Rothschild & Jordan, 1912)
- Pseudoclanis occidentalis Rothschild & Jordan, 1903
- Pseudoclanis postica (Walker, 1856)
- Rufoclanis rosea (Druce, 1882)
- Rufoclanis udoschmidti Eitschberger, 2022
- Sphingonaepiopsis nana (Walker, 1856)
- Temnora atrofasciata (Holland, 1889)
- Temnora livida (Holland, 1889)
- Temnora scitula (Holland, 1889)
- Theretra jugurtha jugurtha (Boisduval, 1875)
- Theretra perkeo Rothschild & Jordan, 1903
- Xanthopan morganii (Walker, 1856)

## Geometroidea

### Uraniidae
- Dissoprumna erycinaria (Guenée, 1857)
- Phazaca theclata (Guenée, 1857)

### Geometridae
- Allochrostes impunctata (Warren, 1897)
- Androzeugma tenuis (Warren, 1898)
- Aphilopota otoessa Prout L. B., 1954
- Chiasmia amarata (Guenée, 1857)
- Chiasmia angolaria (Snellen, 1872)
- Chiasmia nubilata (Warren, 1897)
- Chiasmia rectistriaria (Herrich-Schäffer, 1854)
- Chiasmia semitecta (Walker, 1861)
- Chiasmia sudanata (Warren & Rotschild, 1905)
- Chiasmia umbrata umbrata (Warren, 1897)
- Cleora derogaria (Snellen, 1872)
- Colocleora divisaria divisaria (Walker, 1860)
- Comibaena leucospilata (Walker, 1863)
- Comostolopsis stillata (Felder & Rogenhofer, 1875)
- Eupithecia depasta Vojnits, 1994
- Isturgia catalaunaria (Guenée, 1857)
- Isturgia deerraria (Walker, 1861)
- Isturgia disputaria (Guenée, 1857)
- Isturgia pulinda (Walker, 1860)
- Lhommeia subapicata (Warren, 1899)
- Melinoessa fulvescens Prout L. B., 1916
- Mesocolpia nanula (Mabille, 1900)
- Microloxia ruficornis Warren, 1897
- Neromia enotes Prout L. B., 1917
- Oneiliana multifera Prout L. B., 1922
- Orbamia octomaculata (Wallengren, 1872)
- Orbamia renimacula (Prout L. B., 1926)
- Paragathia albimarginata Warren, 1902
- Petrodava leucicolor (Butler, 1875)
- Pingasa lahayei austrina Prout L. B., 1917
- Pingasa rhadamaria attenuans (Walker, 1860)
- Pingasa ruginaria (Guenée, 1857)
- Problepsis similinotata Prout L. B., 1917
- Problepsis virginalis (Prout L. B., 1917)
- Rhodesia viridalbata Warren, 1905
- Scopula acidalia (Holland, 1894)
- Scopula adelpharia (Püngeler, 1894)
- Scopula albida (Warren, 1899)
- Scopula caesaria (Walker, 1861)
- Scopula donovani (Distant, 1892)
- Scopula internata (Guenée, 1857)
- Scopula lactaria (Walker, 1861)
- Scopula latitans Prout L. B., 1920
- Scopula natalica (Butler, 1875)
- Scopula paradelpharia Prout L. B., 1920
- Somatina irregularis (Warren, 1898)
- Thalassodes quadraria Guenée, 1857
- Thelycera viridans (Prout L. B., 1912)
- Traminda neptunaria (Guenée, 1857)
- Traminda vividaria (Walker, 1861)
- Victoria immunifica immunifica Prout L. B., 1912
- Victoria perornata Warren, 1898
- Xenimpia erosa Warren, 1895
- Zamarada anacantha Fletcher D. S., 1974
- Zamarada clavigera Fletcher D. S., 1974
- Zamarada dilucida arren, 1909
- Zamarada nasuta Warren, 1897
- Zamarada phrontisaria Swinhoe, 1904
- Zeuctoboarmia hyrax (Townsend, 1952)
- Zeuctoboarmia sabinei (Prout L. B., 1915)

## Noctuoidea

### Notodontidae
- Afroplitis dierli (Kiriakoff, 1979)
- Anaphe panda (Boisduval, 1847)
- Antheua rufovittata (Aurivillius, 1901)
- Antheua simplex Walker, 1855
- Atrasana postica Walker, 1856
- Desmeocraera latex (Druce, 1901)
- Desmeocraera reclamatrix Kiriakoff, 1958
- Epanaphe carteri (Walsingham, 1885)
- Epanaphe moloneyi (Druce, 1887)
- Galona serena Karsch, 1895
- Harpandrya aeola Bryk, 1913
- Scranciola castanea Kiriakoff, 1967
- Stemmatophalera persimilis (Hampson, 1910)
- Tricholoba carteri (Druce, 1887)

### Erebidae
- Aburina sobrina Möschler, 1887
- Acantharctia mundata (Walker, 1865)
- Acanthofrontia atricosta Hampson , 1918
- Acantholipes trimeni Felder & Rogenhofer, 1875
- Achaea albicilia (Walker, 1858)
- Achaea catella Guenée, 1852
- Achaea ezea (Cramer, 1779)
- Achaea illustrata Walker, 1858
- Achaea klugii (Boisduval, 1833)
- Achaea lienardi (Boisduval, 1833)
- Achaea mormoides Walker, 1858
- Achaea occidens (Hampson, 1913)
- Achaea xanthoptera (Hampson, 1910)
- Afraloa bifurca (Walker, 1855)
- Aloa moloneyi (Druce, 1887)
- Alpenus maculosa (Cramer, 1781)
- Alytarchia amanda (Boisduval, 1847)
- Alytarchia leonina (Walker, 1865)
- Amata tomasina (Butler, 1876)
- Amerila fennia (Druce, 1887)
- Amerila leucoptera (Hampson, 1901)
- Amerila vitrea vitrea Plötz, 1880
- Anoba angulilinea (Holland, 1894)
- Anoba atriplaga (Walker, 1858)
- Anoba atripuncta (Hampson, 1902)
- Anomis flava (Fabricius, 1775)
- Anomis involuta (Walker, 1857)
- Anomis sabulifera (Guenée, 1852)
- Anticarsia rubricans (Boisduval, 1833)
- Apisa cinereocostata Holland, 1893
- Aroa discalis Walker, 1855
- Asota speciosa (Drury, 1773)
- Athyrma discimacula Hampson , 1926
- Audea paulumnodosa Kühne, 2005
- Audea tegulata Hampson , 1902
- Bamra delicata Hampson , 1922
- Bareia incidens Walker, 1858
- Beriodesma sexmaculata (Berio, 1971)
- Bertula muehlei Hacker, 2021
- Bracharoa mixta (Snellen, 1872)
- Brithodes bathisalis (Walker, 1859)
- Calliodes pretiosissima Holland, 1892
- Cerynea thermesialis (Walker, 1866)
- Ceryx bivittata (Walker, 1865)
- Clytie sancta (Staudinger, 1900)
- Corgatha latifera (Walker, 1869)
- Creatonotos leucanioides leucanioides Holland, 1893
- Cretonia ethiopica Hampson , 1910
- Cretonia platyphaeella Walker, 1866
- Crorema mentiens Walker, 1855
- Crypsotidia longicosta (Kühne, 2004)
- Cyana rubristriga (Holland, 1893)
- Cyligramma fluctuosa (Drury, 1773)
- Cyligramma latona (Cramer, 1775)
- Cyligramma limacina (Guérin-Méneville, 1832)
- Dasychira glovera Swinhoe, 1906
- Dasychira hieroglyphica Swinhoe, 1904
- Dasychira pytna (Druce, 1898)
- Dysgonia angularis (Boisduval, 1833)
- Dysgonia arcifera (Druce, 1912)
- Dysgonia torrida (Guenée, 1852)
- Egnasia vicaria (Walker, 1866)
- Entomogramma mediocris Walker, 1865
- Entomogramma pardus Guenée, 1852
- Epilacydes scita (Walker, 1865)
- Episparis penetrata Walker, 1857
- Erebus walkeri (Butler, 1875)
- Ericeia congregata (Walker, 1858)
- Ericeia inangulata (Guenée, 1852)
- Ericeia sobria Walker, 1858
- Estigmene unilinea Rotschild, 1910
- Eublemma accedens (Felder & Rogenhofer, 1875)
- Eublemma admota (Felder R. & Rogenhofer, 1875)
- Eublemma albicosta Hampson , 1910
- Eublemma albida (Duponchel, 1843)
- Eublemma apicimacula (Mabille, 1880)
- Eublemma baccatrix Hacker, 2019
- Eublemma cochylioides (Guenée, 1852)
- Eublemma ecthaemata Hampson , 1896
- Eublemma gayneri (Rothschild, 1901)
- Eublemma guiera Bradley, 1969
- Eublemma macrocroca Hacker, 2019
- Eublemma pyrochroa Hampson , 1918
- Eublemma scitula scitula (Rambur, 1833)
- Euchromia guineensis (Fabricius, 1775)
- Euchromia lethe (Fabricius, 1775)
- Eudasychira poliotis (Hampson, 1910)
- Eudocima materna (Linnaeus, 1767)
- Euproctis aethiopica Snellen, 1872
- Euproctis crocata (Boisduval, 1847)
- Euproctis fasciata (Walker, 1855)
- Euproctis producta Walker, 1863
- Euproctis pygmaea (Walker, 1855)
- Euproctis terminalis (Walker, 1855)
- Euproctoides acrisia acrisia (Plötz, 1880)
- Euproctoides acrisia crausis (Druce, 1884)
- Eyralpenus quadrilunata (Hampson, 1901)
- Fodina albicincta (Walker, 1869)
- Gesonia obeditalis Walker, 1859
- Gesoniodes nigripalpa (Wiltshire, 1977)
- Godasa sidae (Fabricius, 1794)
- Grammodes bifasciata (Petagna, 1787)
- Grammodes geometrica (Fabricius, 1775)
- Grammodes stolida (Fabricius, 1775)
- Herpeperas rudis (Walker, 1865)
- Heteropalpia exarata exarata (Mabille, 1890)
- Hipoepa fractalis pusilla (Butler, 1875)
- Homaea clathrum Guenée, 1852
- Honeyania ragusana (Freyer, 1844)
- Hypena jussalis Walker, 1859
- Hypena obsitalis (Hübner, 1813)
- Hypena semilutea (Snellen, 1872)
- Hypena simplicalis Zeller, 1852
- Hypocala deflorata (Fabricius, 1794)
- Hypopyra capensis Herrich-Schäffer, 1854
- Janseodes melanospila (Guenée, 1852)
- Laelia subrosea (Walker, 1855)
- Leoniloma convergens Hampson , 1926
- Leptilema albida (Hampson, 1914)
- Libystica simplex (Holland, 1894)
- Lophiophora purpurata (Hampson, 1926)
- Lophoruza affulgens (Saalmüller, 1881)
- Lophotavia chalybescens (Guenée, 1852)
- Loxioda proclinata (Saalmüller, 1891)
- Macella euritiusalis Walker, 1859
- Madagascarctia madagascariensis (Butler, 1882)
- Maxera brachypecten Hampson , 1926
- Maxera marchalii (Boisduval, 1833)
- Maxera nigriceps (Walker, 1858)
- Mecodina africana (Holland, 1894)
- Metachrostis quinaria (Moore, 1881)
- Micralarctia punctulatum (Wallengren, 1860)
- Miniodes discolor Guenée, 1852
- Mocis mayeri (Boisduval, 1833)
- Mocis proverai Zilli, 2000
- Naroma varipes (Walker, 1865)
- Oedaleosia nigricosta Hampson , 1900
- Ophiusa cancellata (Saalmüller, 1891)
- Ophiusa tirhaca (Cramer, 1777)
- Oraesia emarginata (Fabricius, 1794)
- Oraesia provocans Walker, 1858
- Pandesma quenavadi Guenée, 1852
- Pandesma robusta (Walker, 1858)
- Parachalciope binaria (Holland, 1894)
- Parachalciope trigonometrica Hampson , 1913
- Logunovium nigricosta (Holland, 1893)
- Paralacydes destrictus Kühne, 2010
- Pericyma mendax (Walker, 1858)
- Phaegorista agaristoides Boisduval, 1836
- Phytometra subflavalis (Walker, 1866)
- Platyja vacillans (Walker, 1858)
- Plecoptera reversa (Walker, 1865)
- Plecoptera rufirena (Hampson, 1902)
- Plecopterodes moderata (Wallengren, 1860)
- Plusiodonta commoda Walker, 1865
- Polydesma umbricola Boisduval, 1833
- Polymona rufifemur rufifemur Walker, 1855
- Progonia matilei Orhant, 2001
- Pseudoradiarctia scita (Walker, 1865)
- Pseudothyretes perpusilla (Walker, 1856)
- Radara subcupralis (Walker, 1866)
- Remigiodes remigina (Mabille, 1884)
- Rhabdophera arefacta (Swinhoe, 1885)
- Rhynchina obliqualis (Kollar, 1844)
- Serrodes nigha Guenée, 1852
- Sphingomorpha chlorea (Cramer, 1777)
- Spilosoma crossi (Rothschild, 1910)
- Spilosoma curvilinea Walker, 1855
- Spilosoma rava rava (Druce, 1898)
- Stenopis conspicienda (Walker, 1858)
- Stenopis subdiversa (Prout L. B., 1919)
- Tachosa acronyctoides Walker, 1869
- Tathorhynchus exsiccata (Lederer, 1855)
- Teracotona senegalensis Rotschild, 1933
- Thyas parallelipipeda (Guenée, 1852)
- Thyretes caffra Wallengren, 1863
- Thyretes negus Oberthür, 1878
- Trichopalpina zethesia Hampson , 1926
- Trigonodes hyppasia (Cramer, 1779)
- Utetheisa lotrix lepida (Rambur, 1866)
- Utetheisa pulchella (Linnaeus, 1758)
- Zekelita leucodonta (Hampson, 1910)
- Zekelita tinctalis (Zeller, 1852)

### Euteliidae
- Eutelia amatrix Walker, 1858
- Eutelia callichroma Distant, 1901
- Eutelia discitriga Walker, 1865
- Eutelia gaedei Hacker & Kobes, 2006
- Eutelia polychorda Hampson , 1902
- Marathyssa cuneata (Saalmüller, 1891)
- Targallodes violescens (Hampson, 1912)

### Nolidae
- Characoma ferrigrisea (Hampson, 1905)
- Earias biplaga Walker, 1866
- Earias cupreoviridis (Walker, 1862)
- Gigantoceras rectilinea Hampson , 1912
- Lophocrama phoenicochlora Hampson , 1912
- Maurilia arcuata (Walker, 1858)
- Mecothrix omphalota (Hampson, 1903)
- Neaxestis mesogonia (Hampson, 1905)
- Neaxestis rhoda Hampson , 1905
- Negeta luminosa (Walker, 1858)
- Neonegeta zelia (Druce, 1887)
- Odontestis prosticta (Holland, 1894)
- Pardasena roeselioides (Walker, 1858)
- Selepa leucogonia (Hampson, 1905)
- Selepa violescens Hampson , 1912
- Westermannia agrapha Hampson , 1905
- Westermannia roseitincta Pinhey, 1968

### Noctuidae
- Acontia wahlbergi Wallengren, 1856
- Acontiola heliastis (Hampson, 1902)
- Adisura affinis Rotschild, 1921
- Aedia nigrescens nigrescens (Wallengren, 1856)
- Aegocera rectilinea Boisduval, 1836
- Agoma trimenii (Felder R., 1874)
- Agrotis spinifera (Hübner, 1808)
- Amazonides tabida (Guenée, 1852)
- Amyna axis Guenée, 1852
- Argyrogramma signata (Fabricius, 1792)
- Aspidifrontia hemileuca (Hampson, 1909)
- Athetis pectinatissima Berio, 1976
- Brithys crini (Fabricius, 1775)
- Bryophilopsis lunifera Hampson , 1912
- Bryophilopsis tarachoides Mabille, 1900
- Callopistria maillardi (Guenée, 1862)
- Chrysodeixis acuta (Walker, 1858)
- Chrysodeixis chalcites (Esper, 1798)
- Cornutiplusia circumflexa (Linnaeus, 1767)
- Crameria amabilis (Drury, 1773)
- Diaphone rungsi Laporte, 1973
- Emmelia basifera sudarabica (Wiltshire, 1982)
- Emmelia citrelinea (Bethune-Baker, 1911)
- Emmelia imitatrix (Wallengren, 1856)
- Helicoverpa armigera (Hübner, 1808)
- Helicoverpa assulta (Guenée, 1852)
- Heliothis peltigera (Denis & Schiffermüller, 1775)
- Heraclia euphemia (Stoll, 1781)
- Heraclia geryon (Fabricius, 1781)
- Hiccoda pluristriata pluristriata (Berio, 1937)
- Hyperfrontia lory Berio, 1966
- Hyperfrontia semicirculosa (Gaede, 1935)
- Iambia jansei Berio, 1966
- Leocyma camilla (Druce, 1887)
- Leucania joannisi Boursin & Rungs, 1952
- Leucania loreyi (Duponchel, 1827)
- Leucania pinna Saalmüller, 1891
- Maliattha perta (Schaus & Clements, 1893)
- Metapioplasta insocia (Walker, 1858)
- Metapioplasta transfigurata transfigurata (Wallengren, 1856)
- Misa memnonia Karsch, 1895
- Mitrophrys magna (Walker, 1854)
- Mitrophrys menete (Cramer, 1775)
- Mythimna languida (Walker, 1858)
- Mythimna umbrigera (Saalmüller, 1891)
- Ozarba abscissa (Walker, 1858)
- Ozarba argyrogramma (Hampson, 1914)
- Ozarba megaplaga Hampson , 1910
- Ozarba rubrivena Hampson , 1910
- Pardoxia graellsii (Feisthamel, 1837)
- Polytelodes florifera (Walker, 1858)
- Pseudozarba aethiops (Distant, 1898)
- Pseudozarba bipartita bipartita (Herrich-Schäffer, 1850)
- Pseudozarba expatriata (Hampson, 1914)
- Pseudozarba morosa Wiltshire, 1970
- Pseudozarba opella (Swinhoe, 1885)
- Pseudozarba regula (Gaede, 1916)
- Saalmuellerana media (Walker, 1857)
- Schausia leona (Schaus & Clements, 1893)
- Sciatta remota (Druce, 1887)
- Sesamia calamistis Hampson , 1910
- Sesamia nonagrioides (Lefèbvre, 1827)
- Spodoptera cilium Guenée, 1852
- Spodoptera exempta (Walker, 1857)
- Spodoptera littoralis (Boisduval, 1833)
- Spodoptera mauritia (Boisduval, 1833)
- Spodoptera triturata (Walker, 1857)
- Stenopterygia gabonensis Laporte, 1974
- Thiacidas mukim (Berio, 1977)
- Thiacidas senex (Bethune-Baker, 1911)
- Thysanoplusia arachnoides (Distant, 1901)
- Thysanoplusia daubei (Boisduval, 1840)
- Thysanoplusia indicator (Walker, 1858)
- Thysanoplusia spoliata (Walker, 1858)
- Timora decorata albiseriata Druce, 1903
- Timora galatheae (Wallengren, 1856)
- Timora nubila Hampson , 1903
- Timora terracottoides Rothschild, 1921
- Trichoplusia ni (Hübner, 1803)
- Vittaplusia vittata (Wallengren, 1856)
- Xanthodes albago (Fabricius, 1794)